# Heroes of Might and Magic III
Heroes of Might and Magic III: The Restoration of Erathia (cunoscut și ca Heroes III sau HOMM3) este un joc video de strategie pe ture creat de Jon Van Caneghem și New World Computing pentru Microsoft Windows și distribuit de 3DO Company în 1999. Povestea jocului face referințe în totalitate la Might and Magic VI: The Mandate of Heaven și servește ca prefață pentru Might and Magic VII: For Blood and Honor. Jucătorul poate alege să joace din cele șapte campanii diferite, sau poate juca împotriva calculatorului și/sau a unui oponent uman. 
Jocul este foarte asemănător cu cele anterioare. Jucătorul controlează un număr de eroi care au sub comanda lor armate de creaturi inspirate de mituri și legende (minim o creatură de erou). Jocul este împărțit în două: exploatarea tactică a pământului și un sistem de lupte pe ture. Jucătorul formează o armată cheltuind resursele în opt tipuri diferite de orașe/rase din joc. Eroul va crește în experiență intrând în diferite lupte cu eroi inamici, garnizoane sau cu monștrii neutri de pe hartă. Condițiile victoriei variază de la o hartă/misiune/campanie la alta, de exemplu: cucerirea tuturor castelelor dușmane (eroii rămași fără castele pierd jocul în șapte zile), colectarea unor anumite cantități de resurse/creaturi, găsirea unui artefact sau a sfântului Graal. 
Jocul are două continuări denumite Heroes of Might and Magic III: Armageddon's Blade (1999) pentru Microsoft Windows și Heroes of Might and Magic III: Shadow of Death (2000) tot pentru Microsoft Windows, de asemenea are o continuare ralizată de fanii jocului, denumită Heroes of Might and Magic 3½: In the Wake of Gods. A fost produsă și seria Heroes Chronicles (2000-2001) pentru Microsoft Windows, formată din 8 jocuri scurte, bazate pe motorul Heroes III. O versiune specială a jocului Heroes III denumită Heroes III Complete, care include jocul original și cele două continuări oficiale (HoMM III AB și HoMM III  SoD) a fost realizată în 2000. pentru Microsoft Windows si Macintosh. Loki Software au creat și o versiune pentru Linux.

## Povestea
Povestea jocului se dezvăluie prin intermediul a unei serii de șapte campanii, toate desfășurându-se pe continentul Antagarich de pe planeta Enroth. În timpul campaniilor, povestea este relatată din mai multe puncte de vedere, dând jucătorilor posibilitatea să joace cu fiecare rasă/oraș. 
Ca urmare a dispariției regelui Roland Ironfist pe Enroth înainte de acțiunea din  Might and Magic VI: The Mandate of Heaven, soția sa, regina Catherine rămâne să conducă regatul său. Între timp, tatăl său, regele Gryphonheart de Erathia, este asasinat. Fără iubitul lor rege, regatul din Erathia se prăbușește în fața forțelor întunecate din Nighon și Eeofol. Regina Catherine se întoarce acasă la Antagarich, căutând să strângă poporul său pentru a lupta împotriva răului care devasta întreaga națiune.
Capitala Erathiei, Steadwick, este cucerită de lorzii subteranelor (engleză the dungeon lords) din Nighon și de rasa Kreegan din Eeofol. Kreegan sunt extratereștri cu aspect de demoni. Între timp, națiunile din Tatalia și Krewlod se încaieră la frontiera de vest, într-o tentativă de a-și mări teritoriile. Prima misiune a reginei Catherine este să organizeze un avanpost în regatul cucerit cerând ajutor trupelor aliate. Vrăjitorii (engleză wizards) din Bracada și elfii din AvLee răspund chemării sale și împreună mărșăluiesc spre Steadwick, pe care îl recuceresc. Apoi, repede, trupele aliate avansează spre granița de vest, înăbușind răscoala. Curând după acestea, Lucifer Kreegan, un comandant al armatelor din Eeofol, trimite un sol în Erathia pretinzând că Roland Ironfist este prizonier în ținuturile sale. Elfii din AvLee invadează Eeofol, dar nu reușesc să-l salveze pe Roland, care este transportat în ținuturile nordice. Mai târziu, Catherine invadează Nighon, izgonând armatele subteranelor (dungeon) înapoi în insula lor de origine.
Între timp, necromanții din Deyja, fiind responsabili pentru asasinarea regelui Gryphonheart, urzesc să-i reînvie cadavrul sub forma unui lich. Planul este să se folosească de înțelepciunea sa pentru a le conduce armatele de nemorți. Totuși regele Gryphonheart se dovedește a fi prea puternic față de necromanți, chiar și așa în starea deplorabilă în care se afla, și devine un lich rătăcitor (engleză rogue lich). Având la dispoziție câteva resurse, regina Catherine este forțată să se alieze cu necromanții pentru ca împreună să-l distrugă pe regele Gryphonheart, înainte ca acesta să devină prea puternic ca lich.  
Campania bonus din final, accesibilă numai după terminarea tuturor celorlalte campanii, ne spune povestea separatiștilor care trăiesc în ținuturile contestate. Se începe un război la frontiera dintre Erathia și AvLee. Sătui de conflictele care au adus numai neliniște în ținuturile lor natale, separatiștii se aliază pentru independența față de cele două mari regate. Mai târziu reiese că în spatele acestei acțiuni se află Archibald Ironfist, oponentul principal din Heroes of Might and Magic II.

### Campania I: Trăiască Regina
Catherine Ironfist se întoarce de pe continentul Enroth, auzind zvonurile cum că tatăl ei, regele Gryphonheart, ar fi murit. Când ajunge în Erathia, descoperă că aceasta este atacată de o alianță între Nighon și Eofol. Întâi, Catherine, acum regină, trebuie să împingă invazia înspre granițe. Reușește să salveze și orașul Pană Dreaptă (Fair Feather), unde existau îngeri care atacau trupele din Nighon și Eofol. Astfel, regina câștigă o alianță cu îngerii. Apoi, ea trebuie să ajungă la cuiburile grifonilor, pentru a câștiga o alianță și cu aceștia. După ce alianța este făcută, regina își mărșăluiește trupele către capitala Erathiei, Steadwick, care acum era protejată de Generalul Morgan Kendal. Acesta nu putea, însă, să apere orașul de o invazie la scară largă.

### Campania II: Temnițe și Diavoli
În timp ce regina își aduce trupele spre Steadwick și își consolidează alianțe, trupele subterane din Nighon și Kreeganii din Eofol nu stau degeaba. Trupele Kreegan merg și înving Regina Dragonilor de Aur, încercând să distrugă o posibilă alianță între Erathia și AvLee. Trupele din Nighon parcurg o distanță mare folosind tuneluri, ajungând foarte aproape de Steadwick, plănuind un atac surpiză. Aceștia reușesc să ajungă la capitala Erathiei înaintea reginei, iar Generalul Morgan Kendal nu face față. Astfel, capitala Erathiei intră în posesia alianței Nighon-Eofol.

### Campania III: Prăzi de Război
Văzând că Erathia este atacată, regatele Tatalia și Krewlod încep să se extindă pe teren erathian. Tatalia avea un tratat de pace cu regele Gryphonheart, dar acesta a murit, așa că tratatul nu mai este valabil. Se extind din zonele lor de mlaștină în zone de deal, luând toate minele, pentru a se consolida în noul teren cucerit. Krewlod vrea să oprească această expansiune a Tatliei, așa că ei încep să se extindă înspre Tatalia, strângand bani și resurse pentru un război. Când mai rămâne puțin teren erathian între Tatalia și Krewlod, războiul dintre cele 2 națiuni devine inevitabil. Jucătorul poate alege pe care națiune să ajute, dar cealaltă îl va considera un trădător.

### Campania IV: Eliberare
Regina Catherine și trupele ajung prea târziu la Steadwick, acesta fiind deja cucerit. Trupele din Nighon și Eofol au distrus deja terenul din jurul capitalei, transformând-o într-o fortăreață accesibilă doar prin tuneluri subterane păzite de multe trupe inamice. Având însă alianțe și cu Bracada, și cu AvLee, regina intâi distruge activitatea inamică din jurul capitalei, pentru ca mai apoi a o înconjura și recuceri. Regina apoi află că Roland Ironfist a fost capturat și dus în orașul Kleesive. El poate fi răscumpărat pentru 1 milion de galbeni, dar regina refuză. Deoarece Kleesive este aproape de granița cu AvLee, trupele din erathia și elfii din AvLee mărșaluiesc către acest oraș și îl cuceresc, eliberându-l pe Roland. În acest timp, alte trupe din Erathia merg cu vrajitorii aliați din Bracada, pentru a elibera teritoriile capturate în războiul dintre Tatalia și Krewlod, care continuă și acum. Jucătorul poate alege dacă vrea ca întâi să îl elibereze pe Roland, iar apoi să elibereze teritoriile sau invers. La final, trupele din alianța Erathia-AvLee-Bracada merg la malul oceanului și alungă trupele din Nighon înspre insula lor de origine, distrugând toate castele din tunelurile subterane se sub ocean.

### Campania V: Trăiască Regele
Necromanții din Deyja vor să îl readucă pe regele Gryphonheart de partea lor, folosind arta Necromanției. Ei întâi caută Spiritul Opresiunii (engleză Spirit of Oppression), un artefact necesar pentru ritualul folosit. Dar ei trebuie să se grăbească, deoarece în 3 luni spiritul regelui se va depărta de corp, iar artefactul va deveni nefolositor. După ce găsesc artefactul ei îl readuc la viață pe rege, acesta devenind un cadavru (lich). El plănuiește să atace Erathia pentru a prelua încă o data tronul. Un necromant, Mot, nu este de acord, deoarece Erathienii pot face un contraatac, iar ținuturile lui pot fi puse în pericol. Astfel, trupele necromante trebuie să îl omoare. Ei trebuie, de asemenea, să strângă o armată mare, dar repede, în 3 luni, pentru a menține elementul surpriză. Jucătorul poate alege daca vrea ca întâi să îl omoare pe Mot, apoi să strângă armată, sau invers. La final, necromanții atacă Erathia și cuceresc o mare parte din ea.

### Campania VI: Cântec pentru Tată
Nu toți necromanții își susțin noul rege, dar ei nu îl pot opri. În mod ironic, ei apelează la inamicul lor, regina Catherine, pentru a primi ajutor. Regina își da seama că tatăl ei nu a murit din cauze naturale, ci a fost otrăvit. Ei îi trimit reginei un mesager reginei, care îi va spune cine l-a omorât pe rege. Mesagerul trebuie adus în siguranță, așa că trupele din Erathia trebuie să distrugă necromanții care îl susțin pe regele Gryphonheart. Apoi, trupele necromante intră în alianța Erathia-AvLee-Bracada, iar cele 4 forțe împing trupele lui Gryphonheart înspre Deyja, regatul necromant. Între timp, regina află că regele a fost otrăvit de lordul Haart. Regina intră și ea pe frontul de luptă și distruge fortăreața lui Gryphonheart. La sfârșit, când lordul Haart intră în castel pentru a omorî și ultimii necromanți, regele își aduce aminte și îl omoară cu ură. Apoi, Catherine îi eliberează spiritul din trupul necromant, punând capăt Razboaielor de Restaurare ale Erathiei (Erathia's Restoration Wars).

### Campania VII: Semințe de Nemulțumire
Înainte de Războaiele de Restaurare, elfii din AvLee și oamenii din Erathia se luptau pentru anexarea unei regiuni numită Ținuturile Contestate (engleză Contested Lands). Alianța a făcut ca luptele să înceteze, dar, războiul luând sfârșit, lupta va reîncepe. Locuitorii, fiind sătui de atâta luptă, aleg să încerce să își câștige independența față de cele două națiuni. Ei întâi găsesc Sfântul Graal. Apoi capturează orașul Welnin, viitoarea capitală a țării, unde construiesc o clădire împuternicită de Sfântul Graal. Apoi, dintr-un mic sat, Welnin devine un oraș, apoi capitală, dintr-un simplu fort, o citadelă, apoi castel, iar locuitorii își declară independența față de Erathia și AvLee.

## Gameplay

Imagine din Heroes of Might and Magic III

Ca și în celelalte titluri ale seriei, jocul prezintă două aspecte principale: exploatarea tactică a resurselor și o luptă strategică pe ture. La fel, jucătorul se folosește de câțiva eroi pe post de generali care comandă fiecare câte o armată formată din creaturi mitologice (minim o creatură pe erou). Jucătorul poate câștiga prin atingerea unui obiectiv, de obicei acesta fiind cucerirea tuturor orașelor de pe hartă. Mai pot fi și condiții speciale de victorie, în funcție de hartă/campanie, cum ar fi: adunarea unui anume număr de resurse/creaturi, rezolvarea unui puzzle, găsirea unui artefact sau găsirea sfântului Graal (care duce la construcția unei clădiri speciale în oraș).
Există două straturi pe harta lumii - ținutul de la suprafață și lumea subterană. Există porți subterane speciale care permit călătoria între cele două lumi, dar pot fi folosiți și monoliți de teleportare. Hărțile sunt pline de diferite clădiri, comori, monștrii și mine. De obicei, jocul pornește cu 1-2 eroi și un castel care are doar câteva clădiri terminate: de obicei taverna și clădirea de recrutare a creaturilor de nivelul 1. Într-un castel poate fi construită o singură clădire pe zi. Jucătorul trebuie să localizeze și să cucerească la început minele de lemn și piatră (apoi și celelalte tipuri de mine: de mercur, de sulf, de cristale, de nestemate, de aur) pentru a putea dezvolta orașul. Cea mai mare diferență față de Heroes 2 este abilitatea jucătorului de a construi mult mai multe clădiri care generează aur în orașe, această posibilitate scăzând importanța minelor de aur din afara orașelor. De asemenea trebuie dezvoltat minim un erou, învățându-l noi abilități și crescându-i punctele de atac/apărare/magie. Acest lucru se face prin creșterea experienței. Experiența poate fi mărită prin lupte contra altor eroi sau monștri de pe hartă, prin rezolvarea unor cereri, prin găsirea unor artefacte sau prin vizitarea unor obiecte care dau experiență, cum este Piatra Învățăturii (engleză Learning Stone) care dă fiecărui erou care o vizitează 1000 puncte de experiența (poate fi vizitată doar o singură dată de fiecare erou). Coliba Vrăjitoarei (engleză Witch Hut) oferă eroului care o vizitează o abilitate aleatoare.

## Conținut
Jocul conține 8 rase/castele, 128 eroi, 26 de abilități, 64 vrăji, 118 creaturi (din care 6 neutre), 7 campanii (primele 3 trebuie completate pentru a accesa alte 2, acestea din urmă trebuie completate pentru a accesa a 6-a campanie, iar a 7-a apare în listă și poate fi jucată după ce a 6-a este completată), 49 hărți standard și multe altele.

## Rase/Orașe

Meniul de recrutare a unităților orașului/rasei Castel

Există opt rase/orașe diferite în  Heroes III: trei orașe/rase considerate de parte „binelui”: Castel (engleză Castle), Turn (engleză Tower) și Meterez (engleză Rampart), trei orașe/rase considerate de partea „răului”: Infern (engleză Inferno), Necropolă (engleză Necropolis) și Temniță (engleză Dungeon) și două „neutre”: Fortăreață (engleză Fortress) și Fort (engleză Stronghold). Un alt oraș neutru, Conflux, apare în continuarea Armageddon's Blade. Fiecare oraș are șapte creaturi de bază, fiecare putând fi îmbunătățită într-o variantă mai puternică (unele și cu alte abilități). fiecare oraș are două feluri de eroi ca specialitate: unu care este mai bun în luptă, altul înclinat spre magie. Unele orașe au predispoziție spre luptă, altele spre magie.
- Castel (engleză Castle). Armata acestui oraș este predominant formată din oameni, reprezentați ca trupe medievale tradiționale, la care se adaugă grifoni mitologici și îngeri/arhangheli divini. Eroul luptător este Cavaler (engleză Knight), iar eroul magic este Cleric (engleză Cleric). Regatul din Erathia aparține acestui aliniament.

- Turn (engleză Tower). Acest oraș este asociat cu elemente fantastice de ezoterism. Armata acestui oraș este predominant formată din magicieni, ființe magice și construcții însuflețite. Eroul luptător este Alchimist (engleză Alchemist), iar eroul magic este Magician (engleză Wizard). Regatul din Bracada aparține acestui aliniament.

- Meterez (engleză Rampart). Armata acestui oraș este predominant formată din sylvani, creaturi mitologice din mitologia germanică și greco-romană. Potrivit acestor mitologii, casa creaturilor este prin păduri și în ținuturile înverzite. De armenea este casa dragonilor buni. Eroul luptător este Pădurar (engleză Ranger), iar eroul magic este Druid (engleză Druid). Regatul din AvLee aparține acestui aliniament.

- Infern (engleză Inferno). Orașul seamănă cu iadul și este construit într-un ținut ars brăzdat de vulcani și lavă. Armata acestui oraș este predominant formată din creaturi demonice și diabolice. Eroul luptător este Demonic (engleză Demoniac), iar eroul magic este Eretic (engleză Heretic). Regatul din Eeofol aparține acestui aliniament.

- Necropolă (engleză Necropolis). Armata acestui oraș este predominant formată din nemorți, schelete și vampiri. Eroul luptător este Cavaler al Morții (engleză Death Knight), iar eroul magic este Necromant (engleză Necromancer). Regatul din Deyja aparține acestui aliniament.

- Temniță (engleză Dungeon). Armata acestui oraș este predominant formată din monștri care trăiesc sub pământ, prin caverne, cum ar fi harpii și meduze. De armenea este casa dragonilor răi. Eroul luptător este Stăpân (engleză Overlord), iar eroul magic este Vrăjitor (engleză Warlock). Regatul din Nighon aparține acestui aliniament.

- Fortăreață (engleză Fortress). Orașul se află în ținuturi mlăștinoase. Armata acestui oraș este predominant formată din creaturi reptiliene. Eroul luptător este Stăpân al animalelor (engleză Beastmaster), iar eroul magic este Vrăjitoare (engleză Witch). Regatul din Tatalia aparține acestui aliniament.

- Fort (engleză Stronghold). Armata acestui oraș este predominant formată din ciclopi, goblini și ogri, în general creaturi asociate cu barbarismul. Eroul luptător este Barbar (engleză Barbarian), iar eroul magic este Mag al Luptei (engleză Battle Mage). Regatul din Krewlod aparține acestui aliniament.

- Conflux. Armata acestui oraș este predominant formată din elemente ale naturii. Eroul luptător este Umblător al planurilor (engleză Planeswalker), iar eroul magic este Elementalist (engleză Elementalist). Nu îi aparține un anumit regat, orașe de acest tip apărând în tot continentul Antagarich.

Mai există și multe alte creaturi așa-zise neutre, pentru că nu se află în cadrul unui oraș, dar care pot fi recrutate din clădirile exterioare de pe hartă și folosite în lupte.

## Continuări
Două continuări oficiale au fost realizate pentru Heroes III. Prima dintre acestea, Armageddon's Blade, introduce al nouălea aliniament, orașul/rasa ; un generator de hărții aleatorii, o varietate de noi creaturi, noi eroi și structuri, și alte șase campanii.  
A doua continuare, The Shadow of Death, este o continuare de sine stătătoare (care poate fi instalată fără versiunea originală Heores III instalată). The Shadow of Death include Restoration of Erathia și adaugă încă șapte campanii, o varietate de noi artefacte, inclusiv posibilitatea de a combina artefacte pentru a obține super-artefacte. 
Niciuna din cele două continuări oficiale (Armageddon's Blade și The Shadow of Death) nu a fost realizată pentru Macintosh ori pentru Linux.

### In the Wake of Gods
Heroes of Might and Magic 3½: In the Wake of Gods este o continuare realizată de fani, care adaugă hărți noi, un editor îmbunătățit de hărți, include o posibilitate de funcții datorită utilizării unui nou limbaj scriptic. Fiecare erou are un comandant, care prefigurează viitorul erou din Heroes IV.

### Horn of the Abyss
Heroes of Might and Magic III: Horn of the Abyss este o continuare făcută de fani, menită să aibă aceași calitate ca și cele făcute de New World Computing. Aceasta adaugă un nou oraș neutru, Golf (engleză Cove), care este format din pirați și diverse creaturi ale mării și o nouă campanie în care apare acest oraș. Mai schimbă unele elemente ale jocului și adaugă altele noi, dar nu face schimbări radicale.

### Heroes III Complete
În 2000, un pachet conținând originalul Heroes III și ambele continuări oficiale a fost lansat sub denumirea Heroes III Complete. A fost mai mult o punere împreună a acestor jocuri pe un singur disc, totuși au fost făcute câteva modificări la procesul de instalare și la meniurile din joc pentru a arăta ca un produs uniform. 
Heroes III Complete a fost realizat pentru Windows și Macintosh; fiind prima oportunitate pentru jucătorii posesori de Macintosh să obțină cele două continuări ale jocului și un generator de hărți aleatorii. Versiunea a utilizat metoda de înaltă protecție SafeDisc 2. Acum această versiune este de vânzare pe GOG fără nicio metodă de protecție.

### Heroes III HD Edition
Ubisoft a realizat pe 29 ianuarie 2015 Heroes of Might and Magic III - HD Edition. Acesta este un mod care face exact ceea ce face modul realizat de fani, dar este doar pentru Heroes of Might and Magic III: The Restoration of Erathia, nu și a continuărilor jocului (deoarece codurile sursă ale continuărilor sunt pierdute, iar rescrierea lor ar lua mult prea mult timp). Această versiune este disponibilă pe Steam, dar și în App Store (Apple) și în Play Store (Android). Fanii au fost nemulțumiți de faptul că nu există acest mod și pentru continuări, dar le-a plăcut faptul că pot avea Heroes 3 și pe un dispozitiv mobil. Din cauza lipsei continuarilor, majoritatea fanilor ignoră această versiune și folosesc versiunea completă împreună cu modul HD.

### Modul HD
Modul HD realizat pentru Heroes of Might and Magic III: The Shadow of Death și Heroes of Might and Magic III: Complete în exclusivitate de fani, mai târziu fiind realizat și pentru continuări neoficiale ca și In the Wake of Gods sau Horn of the Abyss este un mod care rezolvă probleme cu jocul (engleză: glitches/bugs) și oferă o nouă rezoluție jocului, mult mai bună decât cea oficială, astfel dând posibilitatea de a rearanja meniurile și părțile de control și setări ale jocului, făcându-le să arate mai uniforme.

### VCMI
VCMI este o recreere open source o motorului folosit în Heroes 3, permițând rularea pe mai multe tipuri de dispozitive (Windows, macOS, iOS, Linux și Android), o inteligență artificială mai deșteaptă și modificarea mai ușoară. VCMI necesită datele originale din varianta completă a jocului.

## Recepția jocului
Heroes III a primit critici pozitive, obținând un scor de 87% în Game Rankings. A fost catalogat ca fiind cel mai bun joc al seriei. Robert Coffey de la Computer Gaming World a spus că jocul este uimitor în profunzimea sa, dar a criticat câteva campanii ca fiind nefinisate, iar conexiunea cam greoaie în timpul jocului online. În cele din urmă a finalizat că jocul are foarte multe aspecte bune față de câteva mici scăpări, ...[acesta] este jocul în care strategia fanilor poate acționa fără restricții..